# Heteroconis picticornis
Heteroconis picticornis is een insect uit de familie van de dwerggaasvliegen (Coniopterygidae), die tot de orde netvleugeligen (Neuroptera) behoort. 
De wetenschappelijke naam Heteroconis picticornis is voor het eerst geldig gepubliceerd door Banks in 1939.